# 가이우스 파브리키우스 루스키누스

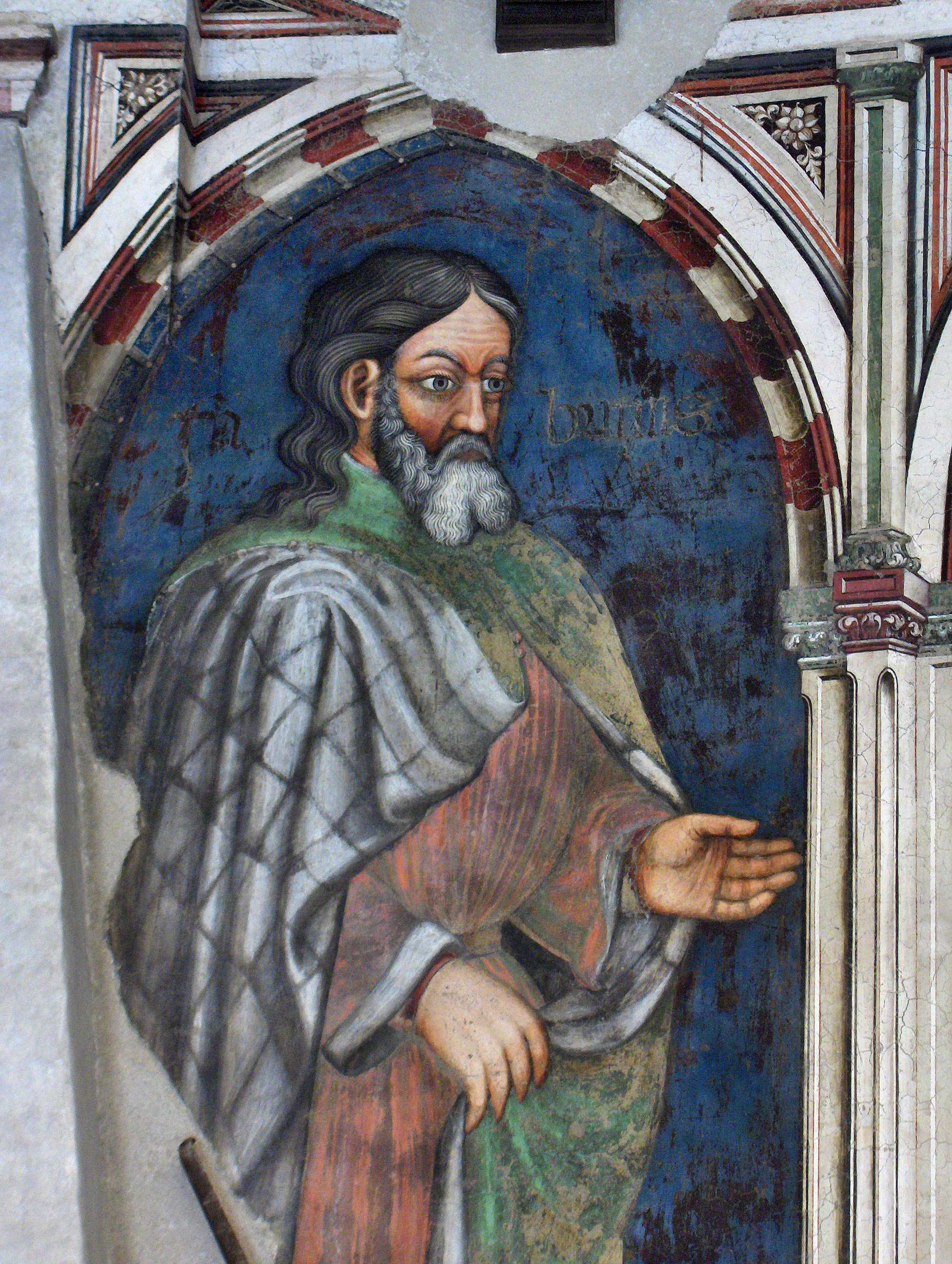

가이우스 파브리키우스 루스키누스(Gaius Fabricius Luscinus)는 고대 로마 공화정의 집정관으로 고대 로마의 파브리키우스 가문의 일원이다.
기원전 284년 파브리키우스는 타렌툼의 사절로 가서 성공적으로 평화를 유지하는 데 일조했고 2년후인 기원전 282년 집정관으로 선출되었다. 로마가 에페이로스의 피로스와의 전쟁에서 패하자 파브리키우스는 피로스와 강화조약을 맺는 사절로 파견되었다. 플루타르코스에 의하면 파브리키우스의 청렴하고 강직한 태도에 감복한 피로스는 몸값도 없이 포로들을 풀어주었다고 한다.
기원전 278년, 파브리키우스는 두 번째 집정관에 선출되었고 성공적으로 삼니움족, 루카니족에 대항했다. 그는 또한 피로스가 시칠리아로 퇴각한 이후 다시 한번 타렌툼을 격퇴했다. 파브리키우스가 죽자 그의 강직한 성품을 기려 장례식은 로마의 공금으로 치렀고 그의 딸들의 결혼 지참금도 로마 시민들이 마련해 주었다고 한다.
파브리키우스는 청렴결백한 관리의 상징으로 간주되어 키케로를 비롯한 많은 사람들이 언급하고 있으며 단테도 《신곡》에서 파브리키우스를 언급하고 있다 (연옥편, 제20곡 25~27행)